# Primacia de Simó Pere
Alguns cristians sostenen que Simó Pere va ser el més destacat dels apòstols, l'anomenat "Príncep dels Apòstols i l'afavorit per Jesús de Natzaret. En aquest sentit, s'argumenta que Pere ocupava el primer lloc d'honor i autoritat A més, al catolicisme, també s'argumenta que aquesta primacia s'ha d'estendre a perpetuïtat al papa sobre els altres bisbes a través de l'Església mitjançant la doctrina de la successió apostòlica. Aquesta doctrina es coneix també com "La primacia de Simó Pere Primacia Petrina '(del llatí Petrus per "Pere "), però és coneguda més formalment com a primacia del papa. Una sèrie de tradicions, sobretot catòliques, sostenen que Simó Pere (també anomenat Sant Pere o Cefes) va ser el primer Bisbe d'Antioquia, així com el primer Bisbe de Roma. Els erudits crítics assenyalen, però, que els bisbes de l'església cristiana primitiva probablement no va dur a terme les seves funcions i rols en la forma que es va desenvolupar als segles posteriors
Aquesta primacia de Pere està estretament relacionada amb, i de fet essencial, la primacia papal, és a dir, la idea que el papat, per la divina institució, gaudeix de l'autoritat delegada per Jesús sobre l'Església. No obstant això, aquesta doctrina de l'Església Catòlica fa una distinció entre el prestigi personal de Pere i la supremacia del càrrec de papa que els catòlics creuen que Jesús va instituir en la persona de Pere. Altres denominacions sostenen que el Primat de Pere només va ser rellevant durant el curs de la vida de Pere. Hi ha diverses opinions sobre la naturalesa de la primacia i la manera com s'exerceix i és transmesa.
Si bé les raons del seu desacord sobre la naturalesa de la primacia són complexes, l'articulació en matèria de doctrina, la història i la política, el debat es redueix sovint a una discussió sobre el significat i la traducció del passatge "sobre aquesta pedra".Mt 16:18-19
| « | (grec antic) καγὼ δέ σοι λέγω ὅτι σὺ εἶ Πέτρος καὶ ἐπὶ ταύτῃ τῇ πέτρᾳ οἰκοδομήσω μου τὴν ἐκκλησίαν καὶ πύλαι ᾅδου οὐ κατισχύσουσιν αὐτῆς. | (català) I jo et dic que tu ets Pere [en grec "Πέτρος"], i sobre aquesta pedra [grec "πέτρᾳ"] edificaré la meva Església, i les forces del reialme de la mort no la podran dominar. | » |